# Тыртов (остров)
Тырто́в — остров архипелага Норденшёльда. Административно относится к Таймырскому району Красноярского края России.

## Расположение
Расположен в крайней юго-восточной части архипелага. Входит в состав островов Восточных, являясь самым южным островом группы. На севере почти вплотную прилегает к острову Бианки. К востоку от него лежат два других небольших острова группы: Железнякова и Ловцова. От лежащих на западе островов Пахтусова отделён проливом Ленина, а от лежащих к югу островов — проливом Матисена. Расстояние до континентальной России составляет около 35 километров.

## Описание
Свободен ото льда. Имеет неровную узкую вытянутую с севера на юг форму перевёрнутой буквы Y с небольшим полуостровом в северо-западной части. Длина острова от северного мыса Карлука до юго-восточного мыса Выходного составляет около 16 километров, ширина — от нескольких сотен метров в узкой средней части до 5-6 километров в расширенной южной.
Многочисленные изгибы острова создают несколько небольших заливов: бухта Южная — между южными мысами Выходным и Барлетта, бухта Недзвецкого — между юго-восточным полуостровом Галечным и средней частью острова, бухта Норд — между мысами Оленьим и Мельвилль в западной части острова.
Бо́льшую часть острова покрывают невысокие пологие скалы высотой 12-36 метров. Наивысшая точка острова — 36 метров, находится в его центральной части в районе мыса Мельвилль. Склоны скал и прибрежные участки острова покрыты каменистыми россыпями. С южных возвышенностей к побережью острова сбегает несколько мелких непостоянных (промерзающих зимой) безымянных ручьёв. По всей территории острова разбросаны небольшие бессточные озёра, имеющие по большей части лагунное происхождение. Участки острова в окрестностях мыса Мельвилль и в южной части острова частично заболочены.
Берега острова по большей части пологие, лишь у северного мыса Долгого и в юго-западной части расположены невысокие беспляжные обрывы.

## История
Остров был открыт экспедицией на шхуне «Заря» под командованием Эдуарда Васильевича Толля в 1901 году и назван им в честь русского флотоводца, адмирала Павла Петровича Тыртова. Именем Тыртова была названа изначально лишь южная часть острова, принятая Толлем за отдельный остров, однако с 1939 года название распространилось на весь остров.
В 1940 году на острове Тыртова на полуострове Галечном была основана одноимённая полярная станция, ныне недействующая.
Некоторые географические объекты острова также были названы именами выдающихся людей: мыс Мельвилль — в честь американского арктического исследователя Джорджа Уоллеса Мельвилля и бухта Недзвецкого — в честь советского полярника Иосифа Марковича Недзвецкого.